# Günter M. Ziegler
Günter Matthias Ziegler (Monaco di Baviera, 19 maggio 1963) è un matematico tedesco.

## Biografia
Ziegler studiò presso l'Università Ludwig Maximilian di Monaco di Baviera dal 1981 al 1984; riceve anche  il suo dottorato di ricerca presso la Massachusetts Institute of Technology di Cambridge, Massachusetts nel 1987, sotto la supervisione di Anders Björner. Dopo le posizioni post-dottorali presso l'Università di Augusta e l'Institut Mittag-Leffler, ottenne la sua abilitazione nel 1992 dall'Università Tecnica di Berlino, e vi fece il professore nel 1995. Successivamente aderì alla facoltà matematica della Libera Università di Berlino.
Nel 2006 diventò presidente per un periodo di due anni della Società Matematica tedesca e gli venne assegnato il Premio Chauvenet.
Nel 2012 diventò membro della American Mathematical Society. Nel 2013 Ziegler gli fu assegnato il Hector Science Award e divenne membro della Hector Fellow Academy. Dal luglio 2016 Ziegler è presidente della Scuola Matematica di Berlino. Uno dei suoi studenti è Karim Adiprasito.

## Pubblicazioni
- Proofs from THE BOOK, Springer, Berlin, 1998, ISBN 3-540-63698-6
  -  Martin Aigner e Günter Ziegler, Proofs from THE BOOK, Berlino; New York, Springer, 2003, ISBN 3-540-40460-0.
- Günter M. Ziegler, Lectures on Polytopes, Graduate Texts in Mathematics, vol. 152, Berlin, New York, Springer-Verlag, 1995.